# ایستگاه متروی کارگر
ایستگاه متروی کارگر یکی از ایستگاه‌های خط ۶ متروی تهران است که در تقاطع خیابان کارگر و خیابان دکتر فاطمی واقع شده‌است. این ایستگاه در ۲۷ اسفند ۱۴۰۱ تأسیس شده‌است.